# UFC 224
UFC 224: Nunes vs. Pennington (também conhecido como UFC 224) foi um evento de artes marciais mistas (MMA) produzido pelo Ultimate Fighting Championship, realizado no dia 12 de maio de 2018, na Jeunesse Arena, em Rio de Janeiro, Rio de Janeiro.

## Background
Este evento marcará a décima terceira visita da promoção ao Rio de Janeiro, o primeiro desde UFC 212. A última vez que a organização realizou um evento na Jeunesse Arena foi em julho de 2017.
Um combate no peso-galo feminino entre Amanda Nunes e a lutadora americana Raquel Pennington, será o principal deste evento.
No entanto, Cyborg estava programado para defender o título no UFC 222 em março e os planos foram descartados. Por sua vez, foi anunciado em 23 de fevereiro que Raquel Pennington não enfrentaria Nunes pelo título de peso-galo
Uma luta meio-pesado entre os ex-desafiantes do título do UFC Meio Pesado Volkan Oezdemir e Glover Teixeira foi brevemente ligada para acontecer no evento.  No entanto, Oezdemir foi retirado da disputa em favor de um confronto com o ex-campeão meio-pesado do UFC Maurício Rua na semana seguinte no UFC Fight Night: Maia. Usman.

## Card Oficial
Nota 1 Pelo Cinturão Peso Galo Feminino do UFC.

## Bônus da Noite
Os lutadores recebem $50.000 de bônus
- Luta da Noite:  Kelvin Gastelum vs.  Ronaldo Souza
- Performance da Noite:  Lyoto Machida e  Oleksiy Oliynyk